# 和田侑樹
和田 侑樹（わだ ゆうき、2000年10月21日 - ）は、三重県出身のサッカー選手。ポジションはディフェンダー。

## 来歴
四日市中央工業高校を経て、東海学園大学に進学。同大サッカー部では伊藤拓巳、楠本羽翼らとプレーした。2022年11月24日、2023年シーズンからのFC岐阜加入内定が発表された。なお、同日には楠本もFC岐阜加入が決まり、二人はプロでもチームメイトになることとなった。
2023年3月5日、J3リーグ開幕戦のギラヴァンツ北九州戦でJリーグデビューを飾った。
2024年7月10日、高知ユナイテッドSCに期限付き移籍。同年12月、期限付き移籍期間満了により退団。所属元の岐阜からも契約満了による退団が発表された。
2025年、FC.ISE-SHIMAへ加入。

## 所属クラブ
- 浜島JFC
- ソシエタ伊勢SC
- 四日市中央工業高校
- 東海学園大学
- 2023年 - 2024年  FC岐阜
  - 2024年7月 - 同年12月  高知ユナイテッドSC（期限付き移籍）

## 個人成績
| 国内大会個人成績 | 国内大会個人成績 | 国内大会個人成績 | 国内大会個人成績 | 国内大会個人成績 | 国内大会個人成績 | 国内大会個人成績 | 国内大会個人成績 | 国内大会個人成績 | 国内大会個人成績 | 国内大会個人成績 | 国内大会個人成績 |
| 年度             | クラブ           | 背番号           | リーグ           | リーグ戦         | リーグ戦         | リーグ杯         | リーグ杯         | オープン杯       | オープン杯       | 期間通算         | 期間通算         |
| 年度             | クラブ           | 背番号           | リーグ           | 出場             | 得点             | 出場             | 得点             | 出場             | 得点             | 出場             | 得点             |
| 日本             | 日本             | 日本             | 日本             | リーグ戦         | リーグ戦         | リーグ杯         | リーグ杯         | 天皇杯           | 天皇杯           | 期間通算         | 期間通算         |
| ---------------- | ---------------- | ---------------- | ---------------- | ---------------- | ---------------- | ---------------- | ---------------- | ---------------- | ---------------- | ---------------- | ---------------- |
| 2023             | 岐阜             | 25               | J3               | 11               | 0                | -                | -                | 2                | 0                | 13               | 0                |
| 2024             | 岐阜             | 25               | J3               | 0                | 0                | 1                | 0                | 1                | 0                | 2                | 0                |
| 2024             | 高知             | 23               | JFL              | 0                | 0                | -                | -                | -                | -                | 0                | 0                |
| 通算             | 日本             | 日本             | J3               | 11               | 0                | 1                | 0                | 3                | 0                | 15               | 0                |
| 通算             | 日本             | 日本             | JFL              | 0                | 0                | -                | -                | -                | -                | 0                | 0                |
| 総通算           | 総通算           | 総通算           | 総通算           | 11               | 0                | 1                | 0                | 3                | 0                | 15               | 0                |

出場歴
- Jリーグ初出場 - 2023年3月5日 J3第1節 ギラヴァンツ北九州戦（ミクニワールドスタジアム北九州）